# Forest of Bowland
Forest of Bowland är en skog i Storbritannien.   Den ligger i riksdelen England, i den centrala delen av landet, 300 km nordväst om huvudstaden London.